# Біг-Делта (Аляска)
Біг-Делта (англ. Big Delta) — переписна місцевість (CDP) в США, в окрузі Саутіст-Фейрбенкс штату Аляска. Населення — 444 особи (2020).

## Географія
Біг-Делта розташована за координатами 64°9′24″ пн. ш. 145°44′27″ зх. д. / 64.15667° пн. ш. 145.74083° зх. д. (64.156648, -145.740922).  За даними Бюро перепису населення США в 2010 році переписна місцевість мала площу 138,13 км², з яких 118,81 км² — суходіл та 19,32 км² — водойми.

### Клімат
Громада знаходиться у зоні, котра характеризується континентальним субарктичним кліматом. Найтепліший місяць — липень із середньою температурою 15.7 °C (60.2 °F). Найхолодніший місяць — січень, із середньою температурою -18.3 °С (-1 °F).
| Клімат Біг-Делти        | Клімат Біг-Делти | Клімат Біг-Делти | Клімат Біг-Делти | Клімат Біг-Делти | Клімат Біг-Делти | Клімат Біг-Делти | Клімат Біг-Делти | Клімат Біг-Делти | Клімат Біг-Делти | Клімат Біг-Делти | Клімат Біг-Делти | Клімат Біг-Делти | Клімат Біг-Делти |
| Показник                | Січ.             | Лют.             | Бер.             | Квіт.            | Трав.            | Черв.            | Лип.             | Серп.            | Вер.             | Жовт.            | Лист.            | Груд.            | Рік              |
| Абсолютний максимум, °C | 12,2             | 10,6             | 14,4             | 22,2             | 32,2             | 33,3             | 32,8             | 32,2             | 26,1             | 23,3             | 11,1             | 12,8             | 33,3             |
| Середній максимум, °C   | −14,6            | −10,6            | −4,2             | 5,7              | 14,2             | 19,6             | 20,7             | 17,6             | 11,3             | −0,7             | −10,6            | −13              | 3                |
| Середня температура, °C | −18,3            | −15,1            | −9,9             | 0,1              | 8,7              | 14,2             | 15,7             | 12,7             | 6,6              | −4,4             | −14,3            | −16,6            | −1,7             |
| Середній мінімум, °C    | −22,1            | −19,5            | −15,7            | −5,4             | 3,2              | 8,9              | 10,7             | 7,7              | 1,9              | −8,1             | −18              | −20,2            | −6,3             |
| Абсолютний мінімум, °C  | −52,8            | −51,1            | −45              | −38,3            | −18,3            | −3,3             | 0                | −5,6             | −18,9            | −39,4            | −43,9            | −52,2            | −52,8            |
| Норма опадів, мм        | 7.6              | 7.6              | 5.1              | 5.1              | 22.9             | 58.4             | 68.6             | 48.3             | 25.4             | 20.3             | 15.2             | 10.2             | 294.6            |
| Днів з опадами          | 5,6              | 5,3              | 3,5              | 3,6              | 7,5              | 12,2             | 14,3             | 12,4             | 8,8              | 9,1              | 8                | 6,5              | 96,8             |
| Днів з дощем            | 6                | 4                | 4                | 4                | 7                | 12               | 14               | 12               | 9                | 9                | 7                | 6                | 92               |
| Днів зі снігом          | 6,6              | 6,5              | 4,6              | 2,5              | 0,4              | 0                | 0                | 0                | 1,5              | 9,7              | 10               | 7,2              | 49               |
| Вологість повітря, %    | 67.6             | 65.4             | 57.1             | 49.2             | 48               | 54.6             | 62.8             | 67.1             | 66.9             | 74.7             | 72.1             | 68.8             | 62.9             |
| ----------------------- | ---------------- | ---------------- | ---------------- | ---------------- | ---------------- | ---------------- | ---------------- | ---------------- | ---------------- | ---------------- | ---------------- | ---------------- | ---------------- |
| Джерело: Weatherbase    |                  |                  |                  |                  |                  |                  |                  |                  |                  |                  |                  |                  |                  |

## Демографія
Згідно з переписом 2010 року, у переписній місцевості мешкала 591 особа в 206 домогосподарствах у складі 155 родин. Густота населення становила 4 особи/км².  Було 305 помешкань (2/км²).
Расовий склад населення:
| - 92,6 % — білих - 2,4 % — корінних американців - 0,5 % — вихідців з тихоокеанських островів - 0,3 % — азіатів - 0,2 % — чорних або афроамериканців |

До двох чи більше рас належало 3,7 %. Частка іспаномовних становила 1,5 % від усіх жителів.
За віковим діапазоном населення розподілялося таким чином: 27,1 % — особи молодші 18 років, 63,8 % — особи у віці 18—64 років, 9,1 % — особи у віці 65 років та старші. Медіана віку мешканця становила 40,0 року. На 100 осіб жіночої статі у переписній місцевості припадало 111,8 чоловіків;  на 100 жінок у віці від 18 років та старших — 109,2 чоловіків також старших 18 років.
Середній дохід на одне домашнє господарство  становив 76 462 долари США (медіана — 65 417), а середній дохід на одну сім'ю — 80 591 долар (медіана — 66 042). За межею бідності перебувало 13,0 % осіб, у тому числі 0,0 % дітей у віці до 18 років та 0,0 % осіб у віці 65 років та старших.
Цивільне працевлаштоване населення становило 213 осіб. Основні галузі зайнятості: транспорт — 21,6 %, будівництво — 21,1 %, публічна адміністрація — 18,8 %.